# Knittelfeld (district)
Bezirk Knittelfeld was een district in de Oostenrijkse deelstaat Stiermarken. Het district had ongeveer 30.000 inwoners toen het op 1 januari 2013 werd samengevoegd met Bezirk Judenburg tot het Bezirk Murtal.

## Gemeenten
- Apfelberg
- Feistritz bei Knittelfeld
- Flatschach
- Gaal
- Großlobming
- Kleinlobming
- Knittelfeld
- Kobenz
- Rachau
- Sankt Lorenzen bei Knittelfeld
- Sankt Marein bei Knittelfeld
- Sankt Margarethen bei Knittelfeld
- Seckau
- Spielberg bei Knittelfeld

Bruck-Mürzzuschlag · Deutschlandsberg · Graz · Graz-Umgebung · Hartberg-Fürstenfeld · Leibnitz · Leoben · Liezen · Murau · Murtal · Südoststeiermark · Voitsberg · Weiz

Voormalige districten: Bruck an der Mur · Feldbach · Fürstenfeld · Hartberg · Judenburg · Knittelfeld · Mürzzuschlag · Radkersburg